# Robert Francis
Robert Charles Francis (Glendale, 26 febbraio 1930 – Burbank, 31 luglio 1955) è stato un attore statunitense.

## Biografia
Fece il suo debutto cinematografico nel western Cavalcata ad ovest (1954) di Phil Karlson insieme a May Wynn, al fianco della quale recitò nella successiva pellicola L'ammutinamento del Caine (1954) di Edward Dmytryk, nel ruolo del guardiamarina Willie Keith, in quella che rimase la sua interpretazione più significativa, accanto a stelle quali Humphrey Bogart, qui in una delle sue ultime apparizioni, José Ferrer e Van Johnson.
Nello stesso anno l'attore recitò nel film bellico The Bamboo Prison (1954) di Lewis Seiler, mentre l'anno successivo fu tra gli interpreti del film La lunga linea grigia (1955) di John Ford, accanto a Tyrone Power e Maureen O'Hara.
Robert Francis morì a soli 25 anni il 31 luglio 1955 a Burbank, in California, schiantandosi, insieme ad un amico, a bordo del velivolo che stava pilotando. Riposa nel Forest Lawn Memorial Park di Hollywood Hills a Los Angeles.

## Filmografia
- Cavalcata ad ovest (They Rode West), regia di Phil Karlson (1954)
- L'ammutinamento del Caine (The Caine Mutiny), regia di Edward Dmytryk (1954)
- The Bamboo Prison, regia di Lewis Seiler (1954)
- La lunga linea grigia (The Long Grey Line), regia di John Ford (1955)

## Doppiatori italiani
- Giulio Panicali in Cavalcata ad Ovest
- Gianfranco Bellini In L'ammutinamento del Caine, La lunga linea grigia